# سرزمین (فیلم ۱۹۷۴)
سرزمین (کره‌ای: 토지; لاتین‌نویسی اصلاح‌شده: Toji) یک فیلم سینمایی محصول سال ۱۹۷۴ کره جنوبی به کارگردانی کیم سو یونگاست است. این اثر سینمایی در جایزه ناقوس بزرگ به عنوان بهترین فیلم انتخاب شد.

## خلاصه داستان
این فیلم بر اساس یک رمان، زندگی یک خانواده ثروتمند زمین‌دار در زمان حکومت گوجونگ را شرح می‌دهد.

## بازیگران
- کیم جی می[۴]
- لی سون-جه
- هئو جانگ-کانگ
- کیم هی راا
- هوانگ‌ها
- چوی نام-هیون
- چو جئونگ مین
- وو یون جیونگ
- یو سو جین
- کوم بونگ انجام بدید